# Wario Land II
Wario Land II és un videojoc de Game Boy llançat el 1998. Va ser el darrer títol programat per la mateixa Nintendo per la Game Boy i fou refet per aprofitar el hardware de la Game Boy Color. Les dues versions del joc poden ser millorades amb el Super Game Boy amb unes vores de pantalla que canvien d'acord amb les situacions del joc. Els colors del Super Game Boy no es poden intercanviar, ja que la possibilitat de canviar-los manualment és impedida pel mateix joc tot i que va aparèixer un codi de game genie per permetre canviar els colors però d'aquesta manera les vores de pantalla no apareixen. En la posterior versió en color, però, la partida guardada s'ha d'esborrar si hi ha una partida Color o Super abans de jugar amb l'altra. En aquest joc, En Wario ha de recuperar el seu tresor de les mans de la Capitana Syrup i la seva Banda del Sucre de Canya (anteriorment coneguda com Els Pirates del Sucre de Canya).

## Estil del joc
Wario Land 2 comença al final de Wario Land: Super Mario Land 3. En aquest joc, tal com en el seva continuació, Wario Land 3, en Wario és indestructible. Per tant, necessita la introducció dels desafiants i originals elements de trencaclosques que s'aniran trobant en els diferents nivells del joc. Els atacs dels enemics poden ser tant útils com molests; per una part, aquests atacs poden canviar l'estat d'en Wario (és a dir, pot estar envoltat de flames o trobar-se congelat, per exemple) o fins i tot poden transformar-lo permetent els accesos a noves àrees o pantalles- per altra banda tals canvis, de fet, prevenen el progrés en el joc i necessiten ser evitats. A més a més, alguns atacs enemics, simplement, atordeixen a en Wario i li fan perdre algunes de les monedes que ha aconseguit anteriorment. Els enemics finals derroten a en Wario enviant-lo, a la força, fora de la zona de batalla. Aquest fet, fa recuperar la força que anteriorment se li hauria pogut treure a l'enemic i el jugador haurà de provar-ho de nou.
Les monedes són de vital importància per fer-les servir als dos mini-jocs que t'ofereix el joc- un d'ells, un joc de memòria, desbloquejen els tresors de cada nivell, mentre l'altre mini-joc és un joc d'endevinalles, els quals desbloquejarà peces del mapa del tresors. Tots dos jocs requereixen tenir monedes per poder jugar, i depèn de les monedes que es tingui, el joc, resultarà més senzill o més complicat. A més a més, aquests han de ser completats en cada nivell, i així, poder desbloquejar un nivell final especial ('El vertader capítol final').
Wario Land 2 no es narra de manera completament lineal, cosa estranya per a un joc de plataformes. Assolir un dels enemics finals descobrirà un 'mapa' del joc després d'haver-lo completat un cop, des del qual els nivells amb sortides secretes són revelats, i el jugador pot triar a quin nivell volen entrar d'entre tots els desbloquejats. Totes les sortides secretes alteren el fil de la història (que es transmet a través d'escenes animades), i tots menys un alteren el final del joc.

## Argument
El joc simbolitzà el retorn del nèmesi d'en Wario, La Capitana Syrup. A primera hora d'un matí, ella i un gran nombre dels seus soldats, els Gooms Pirates, es colen al castell d'en Wario i provoquen el caos. Roben el seu tresor més valuós, fan sonar el seu despertador gegant, i deixen l'aixeta oberta, inundant una gran part del castell. Després que en Wario es despertés i es donés conta del que passava, els persegueix arreu de les terres del voltant. El joc és molt interessant gràcies als seus camins divergents. Trobant sortides amagades en algunes de les pantalles, el jugador pot canviar el rumb de l'argument del joc (donada la seva gran flexibilitat) i descobrir finals alternatius, com també trobar més tresors. De fet, trobar cada un dels finals i l'autèntic capítol final és l'única manera d'acabar el joc per complet.

## Jugabilitat
A diferència de l'anterior joc de la saga, Wario Land, a Wario Land 2, En Wario és indestructible (tot i que no insensible a fer-se mal) i perd monedes en lloc de vida, igual que a Sonic the Hedgehog. En comptes d'emprar les típiques reduccions d'habilitat Mario-esques, els atacs de certs enemics transformen la forma de Wario. En lloc del món navegable de Wario Land: Super Mario Land 3, a Wario Land 2 si acabes el joc pots triar els nivells des d'un punt de vista sobre el mapa. En forma d'una història amb capítols (tot i que l'ordre no està completament fixat).

## Rebuda
El llançament de Wario Land 2 va ser àmpliament aclamat pels seus inventius elements de jugabilitat i per ser un 'gir refrescant' al gènere de les plataformes, així com per tenir nivells ben dissenyats i per ser una experiència divertida.